# Сохарево
Со́харево (рос. Сохарево) — село у складі Косіхинського району Алтайського краю, Росія. Входить до складу Каркавінської сільської ради.

## Населення
Населення — 96 осіб (2010; 155 у 2002).
Національний склад (станом на 2002 рік):
- росіяни — 91 %